# MaK 600 D
A MaK 600 D négytengelyes dízel-hidraulikus mozdonysorozat, melyet a Maschinenbau Kiel (MaK) gyártott 1953 és 1961 között az első típusprogramjának részeként, összesen 57 példányban.
A Deutsche Bundesbahn számára készült DB V 65 sorozatot a 600 D típus eredeti, rövidebb kiviteléből fejlesztették ki. A típus utódját, a MaK 650 D-t 1958-ban kezdte gyártani a MaK.

## Műszaki részletek
Az 1956-ig legyártott 39 mozdony ütközők közötti hossza 10 600 mm. Közülük egyet 1 067 mm-es nyomtávra építettek. Az 1957-től épített 19 mozdony hossza 11 360 mm. A sorozatba a MaK „MS 301 A” típusú, lassan járó soros hathengeres kivitelű dízelmotorját szerelték, amely 600 metrikus lóerő (440 kW) teljesítményt ad le 750 min⁻¹ fordulatszámon. A típus legnagyobb megengedett sebessége 59–68 km/h (37–42 mph), szolgálati tömege a ballasztolástól függően 54–60 t (53–59 angol tonna; 60–66 amerikai tonna), tüzelőanyag-tartályának térfogata 1500 liter.
A két külső tengelyt egy úgynevezett Beugniot-emeltyűvel kapcsolták össze, hogy a jobb ívfutás érdekében oldalirányban lehessen őket egymáshoz képest eltolni.

## Üzemeltetők

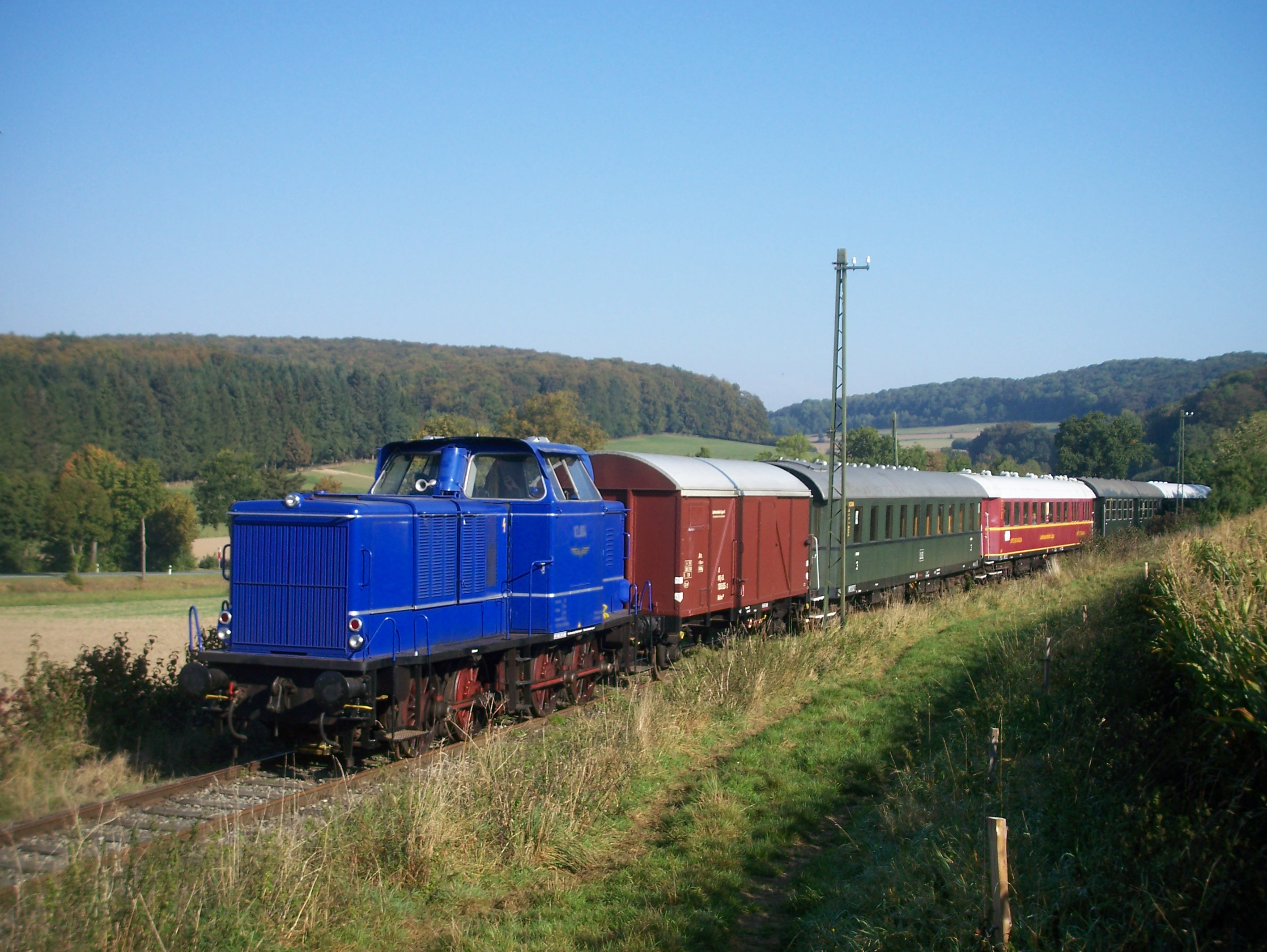
Egy MaK 600 D egy múzeumvonatot húz az Extertalbahnon

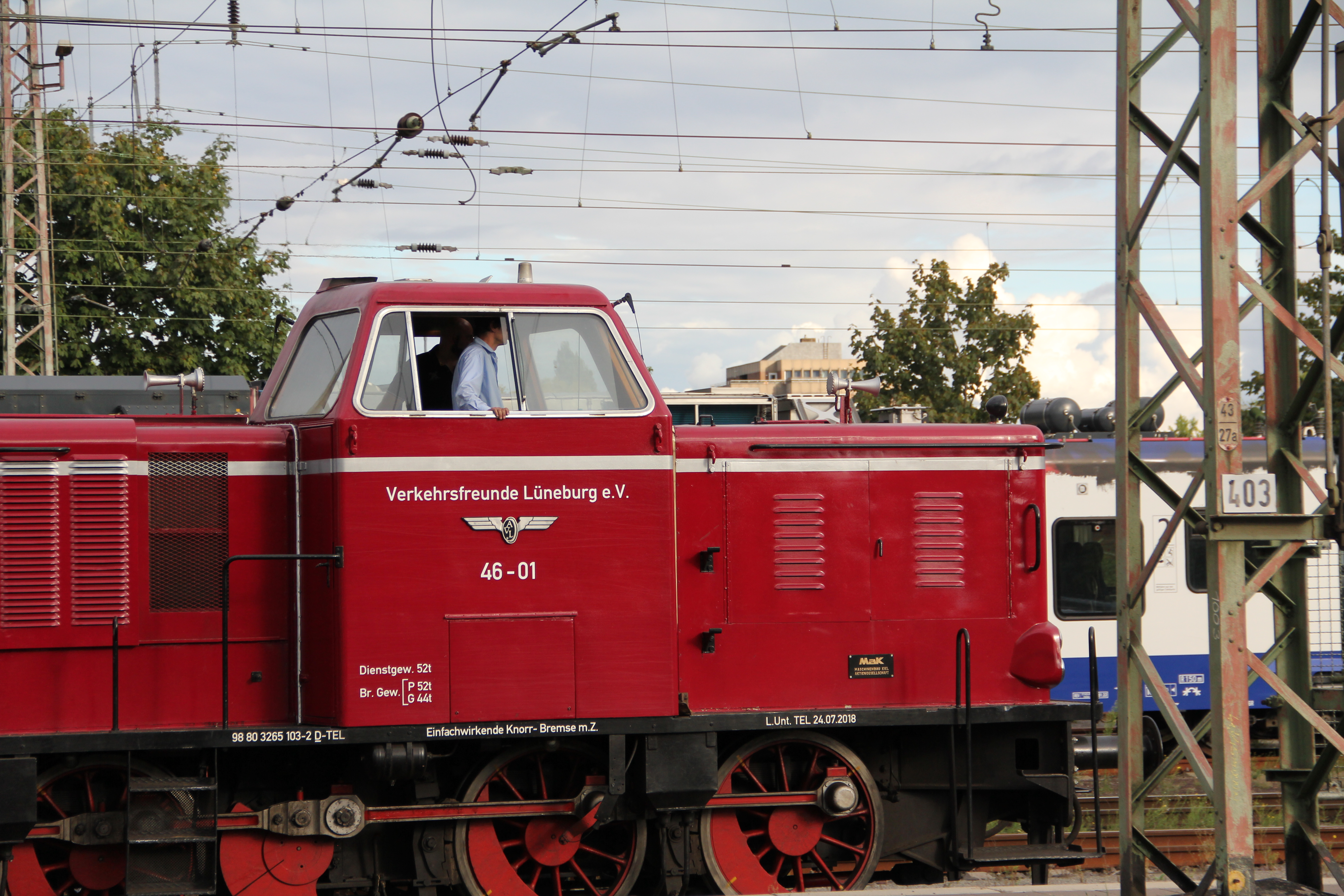
A Lüneburger Verkehrsfreunde MaK 600 D-je

Összesen 20 mozdony került Kubába, Törökországba kilenc, illetve Szváziföldre egy mozdonyt szállítottak. Németországban a legnagyobb vevő az Eisenbahn-Gesellschaft Altona–Kaltenkirchen–Neumünster és a Westfälische Landes-Eisenbahn AG volt, melyek három-három mozdonyt vásároltak.
A 2020-as években hat működőképes 600 D-mozdony volt Németországban. Ezek egyike a Brohltal-Schmalspureisenbahn Betriebs-GmbH „V 65” pályaszámú, „Inge” becenevű mozdonya. Egy másik mozdony az Arbeitsgemeinschaft Verkehrsfreunde Lüneburg „V 46-01” pályaszámú mozdonya, amelyet eredetileg a Voldagsen–Duingen–Delligsen-kisvasútnak szállítottak.
| MaK 600 D-mozdonyok listája            |             |                                                        |                                                       | |
| Gyártási szám                          | Gyártás éve | Első üzemeltető                                        | Legutóbbi üzemeltető                                  | Megjegyzés |
| Rövidebb, 10 600 milliméteres változat |             |                                                        |                                                       | |
| 500003                                 | 1953        | MaK                                                    | Attilio Rossi / Ge.Fer. S.p.A. „T 1570“               | Holléte ismeretlen |
| 500004                                 | 1954        | AKN „V 4“                                              | VBV „V 2.004“                                         | UIC-pályaszáma: 98 80 3265 101-6 D-VBV                                                                                |
| 500005                                 | 1953        | AKN „V 2“                                              | AKN „V 2.002“                                         | 1983-ban ócskavasként eladták a Deutsche Erz- und Metall-Union GmbH cégnek, ami az 1980-as évek folyamán feldarabolta |
| 500006                                 | 1953        | AKN „V 3“                                              | NTB „V 3“                                             | |
| 500007                                 | 1953        | MaK                                                    | AKN „V 2.001“                                         | 1973-ban egy baleset után letétbe helyezték, 1977-ben selejtezték                                                     |
| 500008                                 | 1953        | MaK                                                    | MaK                                                   | 1982-ben selejtezték                                                                                                  |
| 500012                                 | 1955        | KSch „V 61“                                            | IPE Locomotori S.p.A.                                 | Holléte ismeretlen |
| 500013                                 | 1955        | VDD „46-01“                                            | AVL „46-01“                                           | UIC-pályaszáma: 98 80 3265 103-2 D-TEL                                                                                |
| 500014                                 | 1956        | MaK                                                    | Impresa Luigi Notari S.p.A.                           | |
| 500015                                 | 1955        | FOC „6004”                                             | FCC „30604”                                           | Az 1980-as években selejtezték                                                                                        |
| 500016                                 | 1955        | FOC „6005”                                             | FCC „30605”                                           | Az 1980-as években selejtezték                                                                                        |
| 500017                                 | 1955        | Ilmebahn „V 601”                                       | Ilmebahn „V 601”                                      | 1995-ben selejtezték                                                                                                  |
| 500018                                 | 1955        | BE „D 1“                                               | IPE Locomotori S.p.A. (alkatrészbánya)                | 1991-ben selejtezték                                                                                                  |
| 500019                                 | 1955        | FOC „6001”                                             | FCC „30601”                                           | Az 1980-as években selejtezték                                                                                        |
| 500020                                 | 1956        | Hüttenwerke Ilsede-Peine AG „90“                       | LSB Lok Service Burkhardt AG (alkatrészbánya)         | Az 1990-es években selejtezték                                                                                        |
| 500021                                 | 1955        | Gelsenberg Benzin AG „9“                               | Impresa Carlo Rampini „T 671“                         | Az 1990-es években selejtezték                                                                                        |
| 500022                                 | 1955        | WLE „VL 0611“                                          | Attilio Rossi / Ge.Fer. S.p.A. „T 1768“               | |
| 500023                                 | 1955        | WLE „VL 0612“                                          | RLG „D 64“                                            | 1987-ben Olaszországba került, azóta a holléte ismeretlen                                                             |
| 500024                                 | 1955        | BE „D 2“                                               | Grafschafter Modell Eisenbahn Club e. V.              | UIC-pályaszáma: 98 80 3265 104-0 D-MEC                                                                                |
| 500025                                 | 1955        | FOC „6002”                                             | FCC „30602”                                           | Az 1980-as években selejtezték                                                                                        |
| 500026                                 | 1955        | FOC „6003”                                             | FCC „30603”                                           | Az 1980-as években selejtezték                                                                                        |
| 500027                                 | 1956        | FOC „6051”                                             | FCC „30613”                                           | Az 1980-as években selejtezték                                                                                        |
| 500028                                 | 1956        | FOC „6052”                                             | FCC „30614”                                           | Az 1980-as években selejtezték                                                                                        |
| 500029                                 | 1956        | FOC „6053”                                             | FCC „30615”                                           | Az 1980-as években selejtezték                                                                                        |
| 500030                                 | 1956        | FOC „6054”                                             | FCC „30616”                                           | Az 1980-as években selejtezték                                                                                        |
| 500031                                 | 1956        | FOC „6055”                                             | FCC „30617”                                           | Az 1980-as években selejtezték                                                                                        |
| 500032                                 | 1956        | FOC „6056”                                             | FCC „30618”                                           | Az 1980-as években selejtezték                                                                                        |
| 500033                                 | 1956        | FOC „6057”                                             | FCC „30619”                                           | Az 1980-as években selejtezték                                                                                        |
| 500034                                 | 1956        | FOC „6058”                                             | FCC „30620”                                           | Az 1980-as években selejtezték                                                                                        |
| 600002                                 | 1955        | Anglo-Alpha Cement Co.                                 | Anglo-Alpha Cement Co.                                | Az egyetlen 1067 milliméteres nyomtávolságra épített 600 D, holléte ismeretlen                                        |
| 600119                                 | 1957        | Ereğli Kömürleri İşletmesi „6001“                      | Ereğli Kömürleri İşletmesi „6001“                     | Holléte ismeretlen |
| 600120                                 | 1957        | Ereğli Kömürleri İşletmesi „6002“                      | Ereğli Kömürleri İşletmesi „6002“                     | Holléte ismeretlen |
| 600121                                 | 1957        | Ereğli Kömürleri İşletmesi „6003“                      | Ereğli Kömürleri İşletmesi „6003“                     | Holléte ismeretlen |
| 600122                                 | 1957        | Ereğli Kömürleri İşletmesi „6004“                      | Ereğli Kömürleri İşletmesi „6004“                     | Holléte ismeretlen |
| 600123                                 | 1957        | Ereğli Kömürleri İşletmesi „6005“                      | Ereğli Kömürleri İşletmesi „6005“                     | Holléte ismeretlen |
| 600124                                 | 1957        | Ereğli Kömürleri İşletmesi „6006“                      | Ereğli Kömürleri İşletmesi „6006“                     | Holléte ismeretlen |
| 600125                                 | 1957        | Ereğli Kömürleri İşletmesi „6007“                      | Ereğli Kömürleri İşletmesi „6007“                     | Holléte ismeretlen |
| 600126                                 | 1958        | Dortmunder Bergbau AG „4“                              | Carlo Rampini „T 1592“                                | |
| 600127                                 | 1958        | WLE „VL 0613“                                          | Servizi Ferroviari S.r.l. „K 039“                     | 2006-ban ócskavasként eladták, majd a 2000-es években feldarabolták                                                   |
| 600131                                 | 1957        | FOC „6006”                                             | FCC „30606”                                           | Az 1980-as években selejtezték                                                                                        |
| 600132                                 | 1957        | FOC „6007”                                             | FCC „30607”                                           | Az 1980-as években selejtezték                                                                                        |
| 600133                                 | 1957        | FOC „6008”                                             | FCC „30608”                                           | Az 1980-as években selejtezték                                                                                        |
| 600134                                 | 1957        | FOC „6009”                                             | FCC „30609”                                           | Az 1980-as években selejtezték                                                                                        |
| 600135                                 | 1957        | FOC „6010”                                             | FCC „30610”                                           | Az 1980-as években selejtezték                                                                                        |
| 600136                                 | 1957        | FOC „6011”                                             | FCC „30611”                                           | Az 1980-as években selejtezték                                                                                        |
| 600137                                 | 1957        | FOC „6012”                                             | FCC „30612”                                           | Az 1980-as években selejtezték                                                                                        |
| Hosszabb, 11 360 milliméteres változat |             |                                                        |                                                       | |
| 600128                                 | 1958        | DBEG „46-02”                                           | Costruzioni Linee Ferroviarie s.p.a. „2”              | |
| 600129                                 | 1958        | BTh „V 62”                                             | DME „V 62”                                            | |
| 600130                                 | 1958        | Eisenwerke Gelsenkirchen AG „33”                       | Thyssen Schalker Verein GmbH „61”                     | Az 1980-as években Olaszországba került, holléte azóta ismeretlen                                                     |
| 600139                                 | 1958        | AEE „D 05”                                             | BEG „V 65”                                            | UIC-pályaszáma: 98 80 3265 202-2 D-BEG                                                                                |
| 600140                                 | 1958        | MHE „D 01”                                             | Midgard DSAG „1”                                      | 1996-ban selejtezték                                                                                                  |
| 600141                                 | 1958        | Deutsche Solvay Werke GmbH, Rheinberg „6”              | Ing. De Aloe „DD FMT MI 7240 T”                       | |
| 600142                                 | 1958        | DKB „DL 1”                                             | IPE Locomotori S.p.A.                                 | Az IPE Locomotori S.p.A. alkatrészbányaként használta, amíg 2000-ben le nem selejtezte                                |
| 600143                                 | 1958        | Eisenwerk Maximilianshütte mBH, Sulzbach-Rosenberg „7” | Neue Maxhütte Stahlwerke GmbH, Sulzbach-Rosenberg „1” | 1998-ban motorhiba miatt letétbe helyezték, 2001-ben selejtezték                                                      |
| 600346                                 | 1960        | Azol Sanayii T.A.Ş.                                    | Azol Sanayii T.A.Ş.                                   | |
| 600347                                 | 1960        | Azol Sanayii T.A.Ş.                                    | Azol Sanayii T.A.Ş.                                   | |
| 600349                                 | 1961        | Rheinstahl Eisenwerke Gelsenkirchen AG „62”            | Cosfer „T 2056”                                       | Holléte ismeretlen |

## Fordítás
- Ez a szócikk részben vagy egészben  a   MaK 600 D című német Wikipédia-szócikk ezen változatának fordításán alapul.  Az eredeti cikk szerkesztőit annak laptörténete sorolja fel. Ez a jelzés csupán a megfogalmazás eredetét és a szerzői jogokat jelzi, nem szolgál a cikkben szereplő információk forrásmegjelöléseként.